# Biblioteca Estense universitaria di Modena
La Biblioteca Estense universitaria è una biblioteca pubblica statale collocata nel Palazzo dei Musei a Modena.

## Storia
La biblioteca trae la sua origine storica nella collezione libraria degli Estensi, la famiglia che resse il ducato di Ferrara prima e quello di Modena e Reggio poi.
Quando gli Estensi dovettero riconsegnare Ferrara allo Stato della Chiesa, riuscirono ad ottenere di poter trasferire, insieme agli altri beni familiari, come la quadreria, la biblioteca a Modena, divenuta capitale del ducato nel 1598. Da allora la consistenza della biblioteca ricominciò ad accrescersi.
Alcuni illustri direttori della Biblioteca estense:
- Giacomo Cantelli
- Benedetto Bacchini
- Giovan Battista Boccabadati
- Carlo Gemelli
- Ludovico Antonio Muratori
- Francesco Vandelli
- Francesco Antonio Zaccaria
- Girolamo Tiraboschi
- Giuliano Bonazzi (1892-1894)
- Emma Coen Pirani

Fu soprattutto merito del Tiraboschi l'accurata scelta dei testi che provenivano dalle varie congregazioni religiose: In particolare furono unificate le biblioteche dei Gesuiti, dei Benedettini, dei Teatini e dei Minori Osservanti. Secondo la storica Mackay Quynn, durante le spoliazioni napoleoniche, la Biblioteca Estense venne gravemente depauperata dei fondi librari originari.
Dopo il periodo napoleonico, i duchi asburgo-estensi (o, come spesso sono chiamati, d'Austria-Este) continuarono ad accrescere la biblioteca, che dopo l'Unità d'Italia assorbì la Biblioteca universitaria. Nel 1995 i due istituti vennero fusi anche dal punto di vista amministrativo nella "Biblioteca Estense universitaria", organo periferico del Ministero per i beni e le attività culturali.
Svolge la funzione di deposito legale per le opere edite in provincia di Modena. Conserva la Bibbia di Borso d'Este (1455-1461), il Planisfero di Cantino (il più antico planisfero portoghese sopravvissuto), un mappamondo catalano del XV secolo ed un evangeliario bizantino del X secolo.
È stato deciso il trasferimento nei locali dell'ex Ospedale Sant'Agostino, appositamente restaurato dalla Fondazione Cassa Risparmio di Modena.

## Collezione

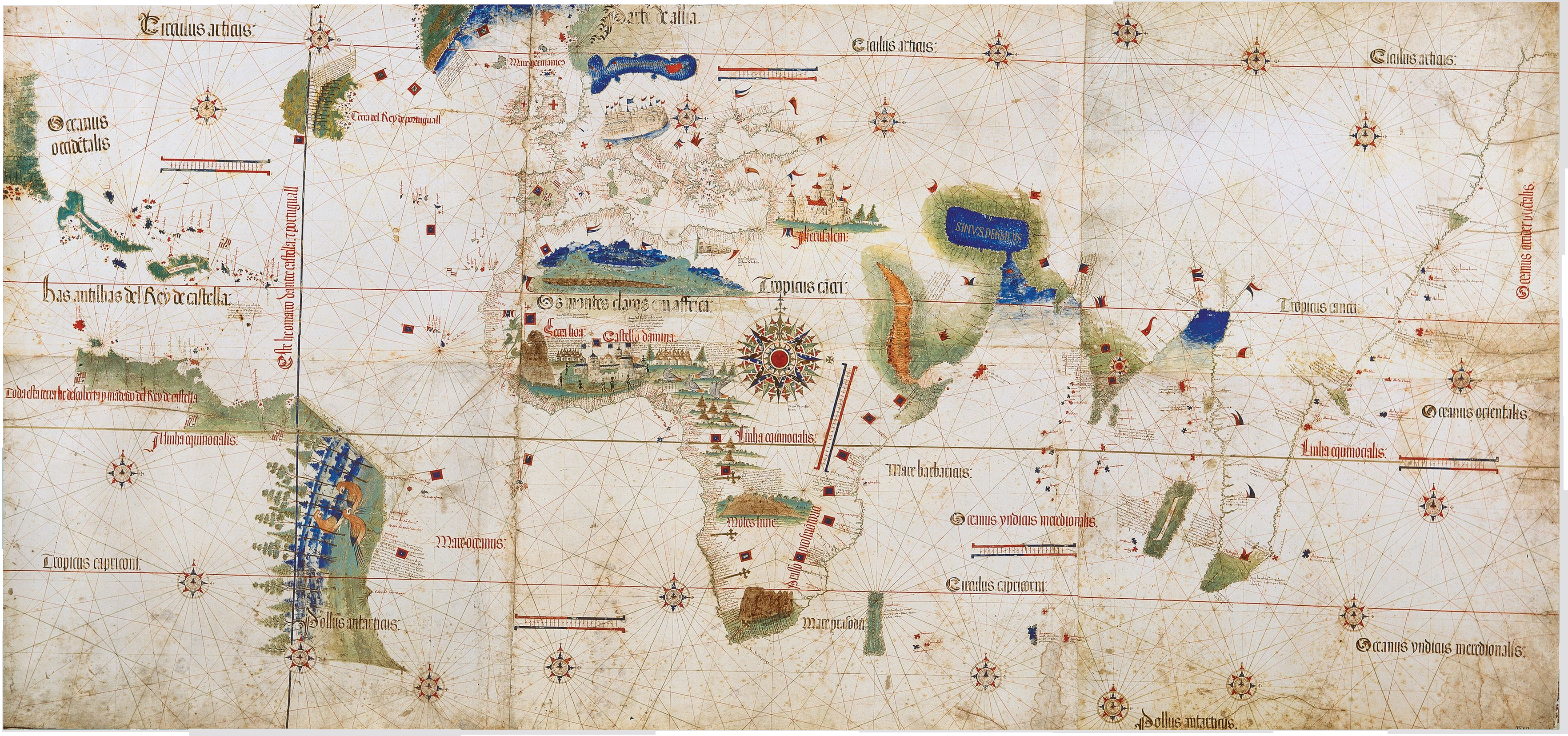
Planisfero di Cantino
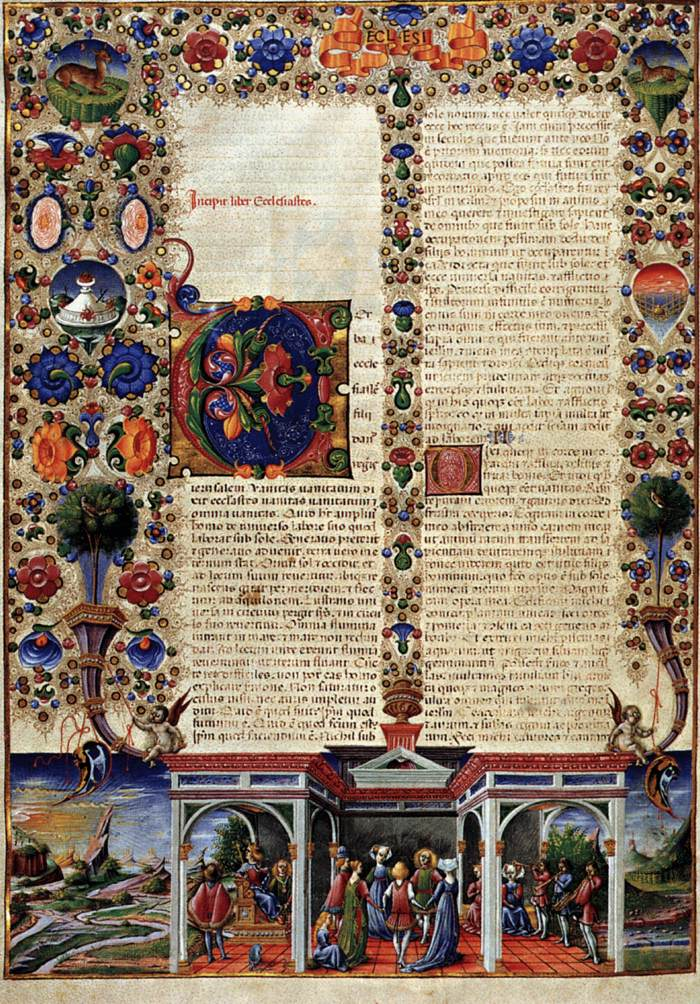
Bibbia di Borso d'Este